# 聽說教學法
聽說教學法（audiolingual method；audiolingualism）是一種外語或第二語言教學法。聽說教學法在心理學上的根據以行為主義為主，而行為主義的中心主張之一即是刺激－反應及增強理論。行為主義者認為世界上存在的生命體都是經由「增強」來獲致特定的行為的：如果做得對，就獲得正向的回饋，例如獎品；如果做錯了，就得到負向的回饋，例如懲罰。重複這樣的過程，久而久之，學習者就會習慣成自然，「學會了」該行為。
這種語言教學法與較早的直接教學法有部分相近之處。兩種教學法都主張教師應該避免使用學生的第一語言、避免講解生詞文法，而應該直接用所要學的目標語言來教學生。但直接教學法重視詞彙的教學，而聽說教學法則否。聽說教學法較重視教師藉由充分的操練，使學生學會如何自動自發地使用特定的文法結構。
應用在實際的語言課堂中，使用聽說教學法的教師會呈現正確的範例，讓學生模仿、重說。教師接下來可能會介紹新的詞彙讓學生進行代換練習，目的是要讓學生更加熟練在範例中使用的文法結構。教師不必解釋文法，學生唯一要做的也僅僅是把語言的形式記憶下來。重點是學生要一直重複操練特定的結構，直到他們有能力不經思考就能使用該結構為止。學生並沒有真正能夠控制自己輸出話語的機會，教師要的也是某種特定的、正確的回應，才能給予學生正向的回饋。換言之，聽說教學法並不認為學生需要在語言課堂中表達自己真正的意見或想法。總的來說，聽說教學法的種種特徵都與當代流行的溝通式教學法大相逕庭。
聽說教學法的代表性人物之一是任職美國密西根大學英語學院院長的查爾斯．弗萊斯（Charles Fries）。他認為學生學習語言的起點就在於學習結構或文法。也就是說，學生有責任學會背誦基本句型及語法結構。弗萊斯後來將史金納的行為主義心理學理論融合到聽說教學法當中。